# Mus triton
Mus triton är en däggdjursart som först beskrevs av Thomas 1909.  Mus triton ingår i släktet Mus och familjen råttdjur. IUCN kategoriserar arten globalt som livskraftig. Inga underarter finns listade i Catalogue of Life.
Håren som bildar pälsen på ovansidan är gråa nära roten, svarta i mitten och gula, ljusbruna eller svarta vid spetsen vad som ger en spräcklig mörkbrun färg med ljusa punkter. Allmänt har området nära stjärten en mörkare färg. Undersidan är täckt av ljusgrå päls som kan ha nyanser av gul. Dessa två färgområden är skilda genom en gul eller ljusbrun linje. Även svansen är uppdelad i en mörk ovansida och en ljus undersida. Den bär korta styva hår. Honor har tre par spenar vid bröstet och två par spenar vid ljumsken. Kroppslängden (huvud och bål) är 5,6 till 7,7 cm, svanslängden är 4,5 till 5,9 cm och vikten varierar mellan 8 och 12 g.
Arten förekommer i centrala Afrika från Kenya, Uganda och östra Kongo-Kinshasa till centrala Angola, Zambia och norra Moçambique. Den lever i bergstrakter mellan 1000 och 3000 meter över havet. Habitatet utgörs av gräsmarker, buskskogar och odlade områden. I en bergstrakt hittades musen även i skogar.
Individerna är huvudsakligen aktiva på natten och de går främst på marken. De äter insekter samt några växtdelar. Honor föder oftast 5 till 7 nakna ungar per kull.